# Terence Todman

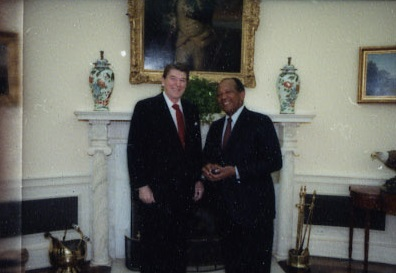
Terence Todman e Ronald Reagan.

Terence Alphonso Todman (Saint Thomas, Ilhas Virgens Americanas, 13 de março de 1926 − Saint Thomas, 13 de agosto de 2014) foi um diplomata dos Estados Unidos. Foi embaixador dos Estados Unidos no Chade (1969-1972), Guiné (1972-1975), Costa Rica (1975-1977), Espanha (1978-1983), Dinamarca (1983-1989) e Argentina (1989-1993).
Todman era membro da Alpha Phi Alpha, a primeira república estudantil de letras gregas estabelecida para afro-americanos. Completou o curso na Universidade de Syracuse e lutou na Segunda Guerra Mundial. Tinha quatro filhos.
Em 1987 apareceu publicamente como consultor de empresas e diretor da Academy of Diplomacy do Exxel Group, um fundo de investimento dirigido por Juan Navarro e que adquiriu a maioria das empresas vinculadas a Alfredo Yabrán.